# Aššur-nadin-apli
Aššur-nadin-apli (Aššur-nādin-apli, Aschschur-nadin-apli, Assur-nadin-apli) war ein mittelassyrischer König. Er regierte nach der assyrischen Königsliste drei Jahre. 
| Autor              | Regierungszeit    | Anmerkungen            |
| ------------------ | ----------------- | ---------------------- |
| Grayson 1969       | 1207–1204 v. Chr. | mittlere Chronologie   |
| Pöbel 1942         | 1205–1203 v. Chr. |                        |
| Gasche et al. 1998 | 1204–1201         | Ultrakurze Chronologie |
| Freydank 1991      | 1196–1193         |                        |

Aššur-nādin-apli war Sohn und Nachfolger von Tukultī-Ninurta, nachdem dieser von seinem Sohn Aššur-naṣir-pal gefangengesetzt und ermordet worden war. Kar-Tukulti-Ninurta wurde aufgegeben und man kehrte zur alten Hauptstadt Aššur zurück. Sein Zeitgenosse in Babylon war laut der synchronistischen Königsliste Kaštiliaš IV., jedoch sind aufgrund der starken Datierungsabweichungen Zweifel angebracht.
Das mittelassyrische Reich erlebte nach einem ersten Höhepunkt unter Tukultī-Ninurta eine Krise und wurde auf das Kernland reduziert. Nach drei Jahren folgte Aššur-nārārī III. auf Aššur-nadin-apli.